# Trần Gia Hoa
Trần Gia Hoa (tên tiếng Anh : Ella Chen) là một nghệ sĩ Đài Loan với vai trò chính là ca sĩ, diễn viên và MC. Cô từng rất nổi tiếng với phong cách tomboy và là một trong số những người đưa trào lưu này vào showbiz châu Á. Trần Gia Hoa được phát hiện tài năng trong cuộc thi hát của công ty HIM International Music vào tháng 8 năm 2000. Cô ký hợp đồng với HIM International Music, trở thành một thành viên của nhóm nhạc nữ Đài Loan S.H.E.. Ngày 17/4/2015 cô phát hành album solo đầu tay "Why Not".

## Tiểu sử
Trần Gia Hoa là con thứ 3 trong gia đình 4 anh chị em, bao gồm hai chị gái và một em trai. Cô tốt nghiệp trung học và theo học tại trường đại học Đại Nhân (Tajen University) với hi vọng trở thành một y tá để góp sức chăm sóc những người bệnh. Cô tốt nghiệp năm 20 tuổi. Nhưng cuộc thi "Những cô gái xinh đẹp và tài năng" do HIM International Music tổ chức đã làm thay đổi dự định đó và tìm ra một nghệ sĩ Ella - Trần Gia Hoa như bây giờ.
Trần Gia Hoa vẫn luôn chiếm được nhiều thiện cảm của mọi người vì tính cách thẳng thắn, biết cách quan tâm người khác. Trong các buổi phỏng vấn của nhóm, Trần Gia Hoa luôn đóng vai trò quảng giao, trả lời hầu hết các câu hỏi và còn chủ động đặt vấn đề. Tuy vậy, cô vẫn tự nhận mình có EQ thấp, hay gặm nhấm nỗi buồn một mình.
Trần Gia Hoa rất tích cực tham gia các hoạt động từ thiện và hay được chọn làm đại sứ của các chương trình kêu gọi ủng hộ. Năm 2007 khi chú chó của Trần Gia Hoa là "Tường Tường" (蔷蔷) chết, cô đã làm hẳn một EP solo với nhiều tình cảm  và kêu gọi bạn bè mình như Châu Kiệt Luân, Trịnh Nguyên Sướng,... ký tên bán đấu giá. Số tiền bán EP được giao hết cho quỹ bảo vệ động vật lang thang. Năm 2010, các fan của Trần Gia Hoa vì cảm động bởi những việc làm rất đẹp ấy mà đã mở một trường tiểu học tại Trung Quốc lấy tên là "Trường tiểu học hi vọng Trần Gia Hoa" (陳嘉樺希望小學).

## Đời tư
Chồng của Trần Gia Hoa, Lại Tư Tường (Alvin), là một doanh nhân người Malaysia gốc Hoa làm việc tại Đài Loan. 15/4/2012, Trần Gia Hoa và chồng tổ chức lễ đính hôn tại quê nhà Bình Đông của cô. Đám cưới chính thức là ngày 5/5/2012 tại Đài Bắc. 19/5/2012, tiệc cưới tổ chức ở quê nhà của chú rể theo phong tục truyền thống của Malaysia.
Ngày 22/10/2016, cô thông báo mình đã mang thai đứa trai con đầu lòng trên trang Facebook và Weibo cá nhân.
12/4/2017, cô sinh đứa con trai đầu lòng. Đứa trẻ được đặt biệt danh là Kình Bảo, tên tiếng Anh là Daniel.

## Âm nhạc
Trần Gia Hoa có giọng nữ trung, đặc biệt gây ấn tượng ở các tông trầm, hợp với nhiều bài ballad lãng mạn nhẹ nhàng. Cá tính trong phong cách cũng dẫn đường cho khả năng hát rap khá đỉnh, được David Tao (Đào Khiết) đánh khá là có tiềm năng. Các nhạc cụ mà cô biết chơi gồm: piano, kèn saxophone, ukulele, guitar (điện), sáo, trumpet.
Trong nhóm, Trần Gia Hoa cũng là người bộc lộ khả năng sáng tác rất ổn của mình nhiều nhất. Các sáng tác của cô ngoại trừ trong những album của S.H.E bao gồm:

### Sáng tác
| Ngày phát hành hoặc tuyên bố | Tên album/Được đưa vào                          | Bài hát - Ca sĩ                                                                   | Vai trò                                                    | Ghi chú |
| ---------------------------- | ----------------------------------------------- | --------------------------------------------------------------------------------- | ---------------------------------------------------------- | --- |
| 2005-11-25                   | Không muốn trưởng thành - album                 | Tay súng thần 《神槍手》 - S.H.E                                                  | Đảm nhiệm vai trò chế tác                                  | - Đồng sáng tác với hai thành viên còn lại trong nhóm - Bài hát chủ đề cho Sample (西部雙槍客) |
| 2007-05-11                   | Play - album                                    | Bà xã 《老婆》 - S.H.E                                                            | Viết nhạc                                                  | Bài hát viết về tình cảm thân thiết của S.H.E |
| 2007-08-24                   | EP kỉ niệm Tường Tường                          | Tường Tường 《薔薔》 - Ella Trần Gia Hoa                                          | Viết nhạc và lời                                           | Chú chó cưng Tường Tường qua đời nên Trần Gia Hoa sáng tác bài hát này để nhớ về nó, được làm thành EP nhỏ. Tiền thu được sẽ ủng hộ quỹ bảo vệ động vật vô chủ. Bao gồm: Tường Tường (bản kỉ niệm), Tường Tường (bản Remix),薔薔 (bản kỉ niệm kala), Mahal kita ('Bà xã' bản demo)                                 |
| 2008-09-23                   | Đài phát thanh của tôi (FM S.H.E) - quà tặng    | Đài phát thanh của tôi (FM S.H.E) 《我的電台 FM S.H.E》 - S.H.E                   | Viết nhạc                                                  | |
| 2008-09-23                   | Đài phát thanh của tôi (FM S.H.E) - album       | Hoa hậu hoàn vũ 《宇宙小姐》 - S.H.E                                              | Soạn hoà thanh                                             | |
| 2008-09-23                   | Đài phát thanh của tôi (FM S.H.E) - album       | Cửa ra cao tốc dọc bờ biển - S.H.E                                                | Soạn hoà thanh                                             | |
| 2008-09-23                   | Đài phát thanh của tôi (FM S.H.E) - album       | Trời sáng rồi 《天亮了》 - S.H.E                                                  | Soạn hoà thanh                                             | |
| 2008-09-23                   | Đài phát thanh của tôi (FM S.H.E) - album       | Sổ tay ánh trăng 《月光手札》 - S.H.E                                             | Soạn hoà thanh                                             | |
| 2008-09-23                   | Đài phát thanh của tôi (FM S.H.E) - album       | Chua ngọt 《酸甜》- S.H.E & Fahrenheit                                            | Soạn hoà thanh                                             | |
| 2008-10-31                   | Tôi chính là... Ella Trần Gia Hoa - CD tặng kèm | Công chúa Selina 《公主Selina》 - Ella Trần Gia Hoa                               | Viết nhạc và lời                                           | - Là bài hát sáng tác tặng thành viên Selina của S.H.E sau một lần Selina bị thương khi biểu diễn, đồng thời là quà tặng sinh nhật Selina. - Bản demo trong CD tặng kèm của album 'Tôi chính là... Ella Trần Gia Hoa'                                                                                              |
| 2008-11-28                   | Bài hát tặng cho bản thân - album               | Ở đây 《在這裡》 - Hoàng Nghĩa Đạt (黃義達)                                       | Viết lời                                                   | |
| 2009-03                      | Không ở trong album nào                         | Mắt nạp đầy điện 《眼睛充滿電》 - S.H.E                                           | Viết nhạc và lời                                           | Bài hát quảng cáo cho nhãn hiệu đồ uống Zhe Yang Zi A (這樣紫啊) |
| 2009-03                      | Không ở trong album nào                         | 917 cùng bên nhau 《917在一起》 - S.H.E                                           | Viết nhạc                                                  | - Bài hát Đài ngữ trong POP Radio.Có 25 phiên bản cho bài hát này - Giành được giải thưởng Chuông vàng (Golden Bell Award) lần thứ 45 |
| 2009-03                      | Tôi chính là... Ella Trần Gia Hoa - CD tặng kèm | 330 nhớ bạn 《330(想想你)》 - Ella Trần Gia Hoa                                   | Viết nhạc và lời                                           | - Bài hát tặng thành viên Hebe của S.H.E nhân ngày sinh nhật - Bản demo trong CD tặng kèm của album 'Tôi chính là...Ella Trần Gia Hoa' |
| 2009-03-27                   | Tiếp tục chuyển động - album                    | Yêu đến điên cuồng 《愛到瘋癲》 - Power Station (動力火車-Động Lực Hoả Xa)        | Viết nhạc                                                  | Cảm ơn Power Station vì bài 'Tủ lạnh' 《冰箱》 |
| 2009-06-20                   | Không ở trong album nào                         | Yêu đến mất ngủ 《愛到失眠》 - Ella Trần Gia Hoa                                  | Viết nhạc và lời                                           | Bài hát solo trong concert S.H.E Is The One (2010) trạm Macao. Nhạc bài hát là 'Yêu đến điên cuồng' 《愛到瘋癲》 của Power Station, lời là sự kết hợp mới và cũ. |
| 2009-07                      | Không ở trong album nào                         | Siêu nhân một tay 《單手超人》 - Ella Trần Gia Hoa                                | Viết nhạc và lời                                           | Bài hát tặng bố của mình，là bài hát khi phát hành '3 ấm áp' 《愛的三溫暖》, mặc dù không được phát hành |
| 2009-10                      | Không ở trong album nào                         | Điều ông biết 《你知道的》 - Ella Trần Gia Hoa                                    | Viết nhạc và lời                                           | Bài hát tặng ông nội. Ông mất ngày 31/7/2010, Trần Gia Hoa đã viết tặng ông và hát trước fan. |
| 2009-10-16                   | Tôi chính là... Ella Trần Gia Hoa - album       | Tôi chính là tôi 《我就是我》 - Ella Trần Gia Hoa                                 | Viết nhạc và lời Soạn hoà thanh                            | - Bài hát solo trong concert S.H.E Is The One (2010) - Phiên bản sexy jazz trong EP 'Tôi chính là...Ella Trần Gia Hoa', được đưa vào làm nhạc phim 'Bad girls' (Những cô nàng hư hỏng) |
| 2010-03-26                   | SHERO - album                                   | SHERO - S.H.E                                                                     | Soạn hoà thanh                                             | Đồng sáng tác |
| 2010-03-26                   | SHERO - album                                   | Yêu anh 《爱上你》 - S.H.E                                                        | Soạn hoà thanh                                             | |
| 2010-03-26                   | SHERO - album                                   | Thu nhận em《收留我》 - S.H.E                                                     | Soạn hoà thanh                                             | |
| 2010-4                       | Không ở trong album nào (bị leak)               | Nói tạm biệt với ánh trăng 《跟月亮 Say Goodbye》 - Ella Trần Gia Hoa             | Viết nhạc và lời                                           | Bị rò rỉ và lan truyền trên mạng trong tháng 4 năm 2010, công ty H.I.M không hề lên tiếng trong vụ việc này. |
| 2010-08-21                   | Honey - album đầu tay                           | Bird - Quách Thư Dao(郭書瑤, Yao Yao)                                             | Viết nhạc và lời                                           | |
| 2011-05-07                   | Không ở trong album nào                         | Âm thầm yêu anh 《偷偷愛著你》 - Ella Trần Gia Hoa                                | Viết nhạc và lời                                           | - Hát trong Shupao 30 concert, đêm diễn của các ngôi sao lớn - Bài '917 cùng bên nhau' 《917在一起》 tại POP Radio, lời bài hát này không được công bố chính thức trước khi tạo dựng cách riêng của mình. |
| 2010/2011                    | Không ở trong album nào                         | Peter0410 đừng khóc nữa 《Peter0410不哭了》 - Various Artists (nhiều nghệ sĩ hát) | Viết nhạc và lời                                           | Bài hát trong HIM International Music Nguyên nhân: Đồng nghiệp Peter trong HIM International Music qua đời vào ngày 30/3/2009, trùng đúng ngày sinh nhật của Hebe. Để tưởng nhớ đồng nghiệp này, Trần Gia Hoa đã sáng tác và cùng các đồng nghiệp trong công ty hát. Sau đó bài hát này được lưu truyền trên mạng. |
| 2012-03-30                   | Tôi chính là...Ella Trần Gia Hoa - album        | Da mặt dày 《厚脸皮》 - Ella Trần Gia Hoa                                         | Viết nhạc và lời Soạn hoà thanh                            | Gửi tặng chồng là Lại Tư Tường (lúc ấy mới là vị hôn phu) |
| 2012-03-30                   | Tôi chính là...Ella Trần Gia Hoa- CD tặng kèm   | NTC - Ella Trần Gia Hoa                                                           | Viết nhạc và lời Soạn hoà thanh Vai trò chế tác phối xướng | Bài hát tuyên ngôn vận động trong NIKE 2012 Be Amazing, được đưa vào trong EP đặt mua cá nhân kèm với CD sáng tác. |
| 2012-11-16                   | Hoa lại nở rộ - album                           | Không nói tạm biệt 《不說再見》 - S.H.E                                           | Viết nhạc và lời                                           | Đồng viết lời với 2 thành viên còn lại trong nhóm |
| 2014                         | Why Not                                         | Tôi thật sự 《真的我》 - Ella Trần Gia Hoa                                        | Viết nhạc                                                  | - Bài hát solo trong Together Forever 2014, lần đầu tại trạm Thâm Quyến 17/5/2014 - Nhạc kết của phim Trò chơi nói dối 《谎言游戏》 do cô đóng chính. - Về sau được cho vào phần Bonus Track của album đầu tay Why Not                                                                                             |
| 2015                         | Why Not                                         | 30 sao 《30啊》 - Ella Trần Gia Hoa                                               | Viết nhạc                                                  | |

### Album
| Loại hình     | Tên     | Ngày phát hành | Bài hát | Chú thích |
| ------------- | ------- | -------------- | --- | --------- |
| Album cá nhân | Why Not | 17/4/2015      | Why Not - CD： 1. 有何不可 (Có gì không thể) 2. 有事嗎 (Có chuyện sao) 3. 你正常嗎 (Bạn bình thường không) 4. 差一點 (Thiếu chút nữa) 5. 信愛成癮 (Tin yêu thành nghiện) 6. 浪費眼淚 (Lãng phí nước mắt) 7. 想念自己 (Nhớ về bản thân) 8. 賴床 (Nằm lười) 9. 情書 (Thư tình) 10. 30啊 (30 sao) 11. Why not! |           |

#### EP
| Loại hình   | Tên                    | Ngày phát hành | Bài hát | Chú thích |
| EP từ thiện | EP kỉ niệm Tường Tường | 24/7/2007      | Tường Tường - CD： 1. 薔薔（想念版）Tường Tường (bản kỉ niệm) 2. 薔薔（Remix版）Tường Tường (bản remix) 3. 薔薔（想念版kala） Tường Tường (bản kỉ niệm kala) 4. Mahal kita（老婆Demo）Mahal kita (demo Bà xã)                              | Kỉ niệm chú cún yêu Tường Tường mất đi, Trần Gia Hoa quyên góp số tiền thu được từ EP cho tổ chức "Nhà cho động vật hoang" |
| EP cá nhân  | Tôi chính là...        | 30/3/2012      | Tôi chính là... - CD： 1. 壞女孩 Cô gái hư 2. 我就是我 Tôi chính là tôi 3. 懂我再愛我(feat.Tank) Hiểu em rồi hãy yêu em 4. 厚臉皮 Da mặt dày 5. 愛像什麼 Yêu giống thứ gì 6. 你被寫在我的歌裡(室內樂版) Em được viết trong bài hát của tôi | "Tôi chính là tôi" và "Da mặt dày" do chính Trần Gia Hoa sáng tác                                                          |

#### Song ca cùng ca sĩ khác
| Năm  | Tên bài hát                                           | Song ca cùng               | Nằm trong album |
| ---- | ----------------------------------------------------- | -------------------------- | --- |
| 2011 | Em được viết trong bài hát của tôi (你被写在我的歌里) | Ngô Thanh Phong (Sodageen) | 1. Em đang phiền não điều gì (你在烦恼什么) - Sodagreen 2. Tôi chính là...Ella Trần Gia Hoa (我就是……Ella陳嘉樺) - Trần Gia Hoa (phiên bản nhạc nhẹ/nhạc thính phòng). |
| 2012 | Hiểu em rồi hãy yêu em (懂我再爱我)                   | Tank Lư Kiến Trung         | Tôi chính là...Ella Trần Gia Hoa (我就是……Ella陳嘉樺) - Trần Gia Hoa                                                                                                   |
| 2013 | Khó gần (歹逗阵)                                      | Giang Huệ                  | Cao chạy xa bay (远走高飞) - Giang Huệ |
| 2016 | Đến đây nào quán quân (来吧冠军)                      | Giả Nãi Lượng              | Bài hát chủ đề cho chương trình "Đến đây nào quán quân" |

#### Đĩa đơn
| Tên                         | Năm  | Chú thích |
| Tràn đầy sức lực (浑身是劲) | 2016 |           |

#### Ca khúc đơn
| Tên                                             | Năm  | Chú thích                                                                              |
| Chỉ là khi ấy (只是當時)                        | 2005 | Nhạc phim "Chân mệnh thiên nữ"                                                         |
| Siêu nhân một tay (單手超人)                    | 2009 | Tự viết nhạc và lời. Bài hát tặng ba của mình                                          |
| Nói tạm biệt với ánh trăng (跟月亮 Say Goodbye) | 2010 | Tự viết nhạc và lời. Bị leak                                                           |
| NTC                                             | 2011 | Tự viết nhạc và lời. Là bài hát tuyên truyền cho NIKE 2012 Be Amazing.                 |
| Tôi thật sự (真的我)                            | 2014 | Tự viết nhạc. Bài hát này trở thành nhạc phim "Trò chơi nói dối" do cô đóng vai chính. |
| Tắm nước nóng (熱水澡)                          | 2014 | Bài hát được viết lại lời, quảng cáo cho dòng máy nước nóng Sakura. Nhạc gốc là 冷水澡 |
| Không thể hiểu (無解)                           | 2014 | Nhạc phim "Trò chơi nói dối"                                                           |
| Xin chào, kẻ điên (你好，疯子)                  | 2016 | Nhạc phim "Xin chào, kẻ điên"                                                          |

#### Concert cá nhân
| Tên                        | Thời gian  | Địa điểm                     | Khách mời    | Chú thích |
| Are You Normal             | 7/6/2015   | Legacy Taipei (Đài Bắc)      | Selina, Hebe | Are You Normal Đài Bắc 1. 你正常嗎 Bạn bình thường không? 2. 放開你的頭腦 Thả lỏng bản thân (Bản gốc: Mai Diễm Phương) 3. 壞女孩 Cô gái hư 4. 想念自己 Hoài niệm bản thân 5. 無解 Không thể hiểu 6. 信愛成癮 Tin yêu thành nghiện 7. 浪費眼淚 Lãng phí nước mắt 8. 別 Đừng 9. 怎麼辦 Phải làm sao (Bản gốc: Trương Chấn Nhạc) 10. 紅豆 Đậu đỏ (Bản gốc: Vương Phi) 11. 友誼歷久一樣濃 Tình bạn ngày xưa vẫn còn (Bản gốc: Lưu Đức Hoa) 12. 你曾是少年 Bạn từng là thiếu niên (một đoạn nhỏ) (Bản gốc: S.H.E) 13. 老婆 Bà xã feat. Selina, Hebe (Bản gốc: S.H.E) 14. 情書 Thư tình 15. 30啊 30 thôi 16. 有事嗎 Có chuyện sao? 17. 賴床 Ngủ nướng 18. 差一點 Thiếu chút nữa 19. 有何不可 Có gì không thể? |
| Are You Normal             | 9/8/2015   | MasterCard Center (Bắc Kinh) |              | Are You Normal Bắc Kinh 1. 有何不可 Có gì không thể? 2. 你正常嗎 Bạn bình thường không? 3. 想念自己 Hoài niệm bản thân 4. 真的我 Tôi thật sự 5. 信愛成癮 Tin yêu thành nghiện 6. 浪費眼淚 Lãng phí nước mắt 7. 別 Đừng 8. 怎麼辦 Phải làm sao (Bản gốc: Trương Chấn Nhạc) 9. 紅豆 Đậu đỏ (Bản gốc: Vương Phi) 10. 友誼歷久一樣濃 Tình bạn ngày xưa vẫn còn (Bản gốc: Lưu Đức Hoa) 11. 賴床 Ngủ nướng 12. 情書 Thư tình 13. 30啊 30 thôi 14. 有事嗎 Có chuyện sao? 15. 差一點 Thiếu chút nữa 16. 渴了 Khát rồi (Bản gốc: Trương Huệ Muội) 17. 傷心的人別聽慢歌 Người bị tổn thương đừng nghe nhạc chậm (Bản gốc: Mayday)                                                                                 |
| Concert Giáng sinh WHY NOT | 25/12/2015 | RockHouse (Quảng Châu)       |              | Concert Giáng sinh Quảng Châu 1. 有何不可 Có gì không thể? 2. 你正常嗎 Bạn bình thường không? 3. 想念自己 Hoài niệm bản thân 4. 真的我 Tôi thật sự 5. 信愛成癮 Tin yêu thành nghiện 6. 浪費眼淚 Lãng phí nước mắt 7. 別 Đừng 8. 怎麼辦 Phải làm sao (Bản gốc: Trương Chấn Nhạc) 9. 好心分手 Làm ơn chia tay (Bản gốc: Lư Xảo Âm) 10. 紅豆 Đậu đỏ (Bản gốc: Vương Phi) 11. 薔薔 Tường Tường 12. 賴床 Ngủ nướng 13. 情書 Thư tình 14. 30啊 30 thôi 15. 有事嗎 Có chuyện sao? 16. 差一點 Thiếu chút nữa+Jingle Bells 17. 渴了 Khát rồi (Bản gốc: Trương Huệ Muội) 18. 傷心的人別聽慢歌 Người bị tổn thương đừng nghe nhạc chậm (Bản gốc: Mayday)                                                           |

## Phim

### Phim truyền hình
| Năm  | Tên phim                                            | Vai diễn                | Đóng cùng                                | Đạo diễn                 | Địa điểm quay                              | Chú thích            |
| ---- | --------------------------------------------------- | ----------------------- | ---------------------------------------- | ------------------------ | ------------------------------------------ | -------------------- |
| 2002 | Ái tình đại ma chú (愛情大魔咒)                     | Chu Lợi Diệp (朱俐燁)   | Lam Chính Long                           |                          |                                            |                      |
| 2003 | Hoa hồng tình yêu (薔薇之戀)                        | Trịnh Bách Hợp (鄭百合) | Trịnh Nguyên Sướng, Huỳnh Chí Vỹ         | Cù Hữu Ninh              |                                            |                      |
| 2005 | Chân mệnh thiên nữ / Vươn tới các vì sao (真命天女) | Nhậm Khiết (任潔)       | Selina, Hebe                             |                          |                                            |                      |
| 2006 | Hoa dạng thiếu niên thiếu nữ/Vì yêu (花樣少年少女)  | Lư Thuỵ Hy (盧瑞莃)     | Ngô Tôn, Uông Đông Thành, Đường Vũ Triết |                          | Đại học quốc gia Kị Nam (Đài Loan)         |                      |
| 2007 | Tình yêu chợt đến (愛情來了)                        | Trần Gia Hoa (陈嘉桦)   | Lollipop F, Selina, Hebe                 |                          |                                            | Phim thần tượng ngắn |
| 2010 | Chỉ muốn dựa vào em/Down with love (就想賴著妳)     | Dương Quả (楊果)        | Ngôn Thừa Húc                            |                          | Đài Bắc (Đài Loan), Hàng Châu (Trung Quốc) |                      |
| 2013 | Cuộc đại chiến cực phẩm (极品大作战)                | Dương Ái Oa (杨爱娃)    | Vương Tự Kiện, Lâm Hải, Địch Chí Kiệt    | Nhiêu Hiểu Chí (饶晓志)  | Thượng Hải                                 | Phim hài tết         |
| 2014 | Trò chơi nói dối (谎言游戏)                         | Tôn Chân (孫真)         | Ngô Khang Lâm, Kha Vũ Luân, Lý Duy Duy   | Hồ Học Lâm, Đặng An Ninh |                                            |                      |
| 2014 | Bên sông Khanh Khanh (河畔卿卿)                     | Trần Viễn Tú (陈远秀)   |                                          |                          |                                            | Khách mời, Đài ngữ   |

#### Phim điện ảnh
| Năm  | Tên phim                                          | Vai diễn                          | Đóng cùng                              | Đạo diễn                | Địa điểm quay        | Chú thích |
| ---- | ------------------------------------------------- | --------------------------------- | -------------------------------------- | ----------------------- | -------------------- | --- |
| 2010 | Thời gian bị lãng quên (被遺忘的時光)             | Trần Gia Hoa (陈嘉桦) - khách mời | Đóng cùng ông và bà của cô             | Dương Lực Châu (楊力州) |                      | Phim tài liệu, khách mời |
| 2012 | Trời sinh một đôi/Perfect two (新天生一对)        | Trần Gia Hoa (陈嘉桦)             | Châu Du Dân, Tiểu Tiểu Bân, Dương Mịch | Chu Diên Bình (朱延平)  | Khẩn Đinh (Đài Loan) | |
| 2012 | Những cô nàng hư hỏng/Bad girls (女孩坏坏)        | A Đan (阿丹)                      | Hạ Quân Tường                          | Ông Tịnh Đình (翁靜婷)  |                      | |
| 2015 | Cát tinh cao chiếu/Lucky STAT 2015 (吉星高照2015) | Vương Tổ Hồng (王祖红)            | Vương Tổ Lam, Tăng Chí Vĩ, Lollipop F  |                         |                      | Phim hài tết, tiếng Quảng Đông |
| 2015 | The Missing Piece (缺角一族)                      | Sa Sa (莎莎)                      | Lâm Bá Hoành                           | Lâm Phong Hoành         |                      | 1. Giải vàng cho kịch bản phim hài xuất sắc nhất của Liên hoan phim Houston (Mỹ) 2016 2. Vai diễn Sa Sa giúp Trần Gia Hoa giành giải "Diễn viên xuất sắc nhất" của Liên hoan phim châu Á Osaka (Osaka Asian Film Festival) 2016 |

### Kịch sân khấu
| Tên                                  | Thời gian  | Khu vực                | Địa điểm                               | Chú thích             |
| ------------------------------------ | ---------- | ---------------------- | -------------------------------------- | --------------------- |
| A Blurry Kind of Love 愛朦朧，人朦朧 | 26/9/2015  | Đài Loan Đào Viên      | Trung tâm biểu diễn triển lãm Đào Viên |                       |
| A Blurry Kind of Love 愛朦朧，人朦朧 | 27/9/2015  | Đài Loan Đào Viên      | Trung tâm biểu diễn triển lãm Đào Viên |                       |
| A Blurry Kind of Love 愛朦朧，人朦朧 | 3/10/2015  | Trung Quốc Thẩm Dương  |                                        |                       |
| A Blurry Kind of Love 愛朦朧，人朦朧 | 4/10/2015  | Trung Quốc Thẩm Dương  |                                        |                       |
| A Blurry Kind of Love 愛朦朧，人朦朧 | 10/10/2015 | Trung Quốc Vũ Hán      |                                        |                       |
| A Blurry Kind of Love 愛朦朧，人朦朧 | 11/10/2015 | Trung Quốc Vũ Hán      |                                        |                       |
| A Blurry Kind of Love 愛朦朧，人朦朧 | 17/10/2015 | Trung Quốc Trùng Khánh | Nhà hát lớn Trùng Khánh                |                       |
| A Blurry Kind of Love 愛朦朧，人朦朧 | 18/10/2015 | Trung Quốc Trùng Khánh | Nhà hát lớn Trùng Khánh                |                       |
| A Blurry Kind of Love 愛朦朧，人朦朧 | 24/102015  | Trung Quốc Ninh Ba     | Nhà hát lớn quảng trường Văn hóa       |                       |
| A Blurry Kind of Love 愛朦朧，人朦朧 | 25/10/2015 | Trung Quốc Ninh Ba     | Nhà hát lớn quảng trường Văn hóa       |                       |
| A Blurry Kind of Love 愛朦朧，人朦朧 | 31/10/2015 | Trung Quốc Thâm Quyến  |                                        |                       |
| A Blurry Kind of Love 愛朦朧，人朦朧 | 1/11/2015  | Trung Quốc Thâm Quyến  |                                        |                       |
| A Blurry Kind of Love 愛朦朧，人朦朧 | 7/11/2015  | Trung Quốc Thượng Hải  |                                        |                       |
| A Blurry Kind of Love 愛朦朧，人朦朧 | 8/11/2015  | Trung Quốc Thượng Hải  |                                        |                       |
| A Blurry Kind of Love 愛朦朧，人朦朧 | 14/11/2015 | Trung Quốc Hàng Châu   | Nhà hát lớn Hàng Châu                  |                       |
| A Blurry Kind of Love 愛朦朧，人朦朧 | 15/11/2015 | Trung Quốc Hàng Châu   | Nhà hát lớn Hàng Châu                  |                       |
| A Blurry Kind of Love 愛朦朧，人朦朧 | 18/11/2015 | Đài Loan Đài Bắc       | Sân khấu thành phố                     | Tổng cộng 7 buổi diễn |
| A Blurry Kind of Love 愛朦朧，人朦朧 | 19/11/2015 | Đài Loan Đài Bắc       | Sân khấu thành phố                     | Tổng cộng 7 buổi diễn |
| A Blurry Kind of Love 愛朦朧，人朦朧 | 20/11/2015 | Đài Loan Đài Bắc       | Sân khấu thành phố                     | Tổng cộng 7 buổi diễn |
| A Blurry Kind of Love 愛朦朧，人朦朧 | 21/11/2015 | Đài Loan Đài Bắc       | Sân khấu thành phố                     | Tổng cộng 7 buổi diễn |
| A Blurry Kind of Love 愛朦朧，人朦朧 | 22/11/2015 | Đài Loan Đài Bắc       | Sân khấu thành phố                     | Tổng cộng 7 buổi diễn |
| A Blurry Kind of Love 愛朦朧，人朦朧 | 28/11/2015 | Đài Loan Đài Trung     |                                        | Một ngày 2 buổi diễn  |
| A Blurry Kind of Love 愛朦朧，人朦朧 | 23/1/2015  | Đài Loan Đài Nam       |                                        |                       |
| A Blurry Kind of Love 愛朦朧，人朦朧 | 24/1/2016  | Đài Loan Đài Nam       |                                        |                       |

#### Diễn viên khách mời trong MV của ca sĩ khác
| Năm  | Album                            | Bài hát                   | Ca sĩ           | Diễn cùng        | Chú thích |
| 2004 | Khúc hát lại của tình yêu        | Khúc hát lại của tình yêu |                 | Đường Chấn Cương | Nữ chính  |
| 2005 | Hảo. Thi Gia                     | Có thêm lần nữa           | Cung Thi Gia    | Dương Hi Khiêm   | Nữ chính  |
| 2006 | Hoa dạng thiếu niên thiếu nữ OST | Thiên sứ cá nhân          | Tank            | Ngô Tôn          | Nữ chính  |
| 2009 | Tiếp tục chuyển động             | Yêu đến điên cuồng        | Động lực hỏa xa |                  | Nữ chính  |

#### Lồng tiếng cho phim
- 2007 - Arthur and the Minimoys: Lồng tiếng vai Arthur (Cho bản Đài Loan)
- 2015 - Hoàng tử bé: Lồng tiếng vai Cáo (Cho bản Đài Loan)

### Vai trò MC
| Thời gian             | Tên chương trình                                                      | MC                                                                                  | Chú thích |
| 7/2/2002              | Tôi đoán tôi đoán tôi đoán đoán đoán (我猜我猜我猜猜猜)               | S.H.E, Ngô Tông Hiến, Liễu Hàn Nhã                                                  | |
| 4/2003                | Ngày chủ nhật vui vẻ/Happy Sunday (快樂星期天)                        | S.H.E, Trương Tiểu Yến, Huỳnh Tử Giảo, Bốc Học Lượng, La Chí Tường, Trương Thiện Vi | |
| 10/2005               | Khang Hy đến rồi: Khang Vĩnh đương gia (康永當家: 康熙來了之康永當家) | S.H.E, Thái Khang Vĩnh                                                              | Nữ MC Từ Hy Đệ (Tiểu S) sinh con nên phải tạm nghỉ một thời gian, 'Khang Hy đến rồi' tạm đổi tên 'Khang Vĩnh đương gia' (Khang Vĩnh làm chủ nhà), S.H.E trở thành những nữ MC tạm thay Từ Hy Đệ 5 tập. |
| 13/4/2013 - 2/5/2014  | Cuộc hẹn của hoàng tử/Take me out Taiwan (王子的約會)                 | Trần Gia Hoa, Harlem Dữu Trừng Khánh                                                | Phát sóng 20:00 thứ 7 hàng tuần trên kênh TTV. Việc Trần Gia Hoa làm nữ MC cho chương trình sẽ giúp phân tích cách nhìn nhận của những người chơi nữ, đem lại sự cân bằng về quan điểm của nam-nữ cho chương trình (trước kia chỉ có Harlem làm MC nên không tránh khỏi việc không đưa ra được lời khuyên có ích cho người chơi nữ)                                                                                          |
| 10/4/2014 - 19/6/2014 | Bạn bình thường không?/Are you normal? (你正常吗？)mùa thứ nhất       | Trần Gia Hoa, Hoa Thiếu                                                             | Chiếu trên kênh tổng hợp Đằng Tấn 12:00 thứ 5 hai tuần một lần. |
| 3/5/2014 - 12/6/2014  | Ladies line Taiwan (正妹大连线)                                       | Trần Gia Hoa, A Ken                                                                 | Phát sóng 20:00 thứ 7 hàng tuần trên kênh TTV. Thay thế cho show 'Cuộc hẹn của hoàng tử'. MC Dữu Trừng Khánh có tour diễn cá nhân nên đã dừng tất cả các show của mình để tập trung cho concert. Chương trình được đổi tên và nội dung có chút thay đổi. Thay vì một chàng trai chọn một trong số các cô gái thì bây giờ một cô gái sẽ chọn ra người ưng ý trong số các chàng trai. Vai trò của Trần Gia Hoa không thay đổi. |
| 22/11/2014            | Lễ trao giải Kim Mã (金马奖) lần thứ 51                               | Trần Gia Hoa, Huỳnh Tử Giảo                                                         | Ngoài vai trò MC thì cô còn trình diễn một số tiết mục trong lễ trao giải này. |
| 31/12/2014            | Nhạc hội chào 2015 tại Đài Bắc (2015台北最HIGH新年城)                 | Trần Gia Hoa, Hạo Tử, A Tường, Selina                                               | Ngoài vai trò MC thì cô còn trình diễn một số tiết mục. |
| 15/5/2015 - 12/7/2015 | Bạn bình thường không?/Are you normal? (你正常吗？)mùa thứ 2          | Trần Gia Hoa, Hà Cảnh                                                               | |

### Khác

#### Khách mời của chương trình giải trí
2013
Cố vấn cho đội Dữu Trừng Khánh trong "The voice of China" (中国好声音) mùa thứ 2
2014
Khách mời "Hỉ tòng thiên giáng" (喜从天降) mùa 3
2015
- Khách mời "Surprise Daddy" (中国爸爸) - Hướng dẫn hai chị em bé Trương Hinh Duyệt và Trương Trí Hàm
- Khách mời "Tinh trù giá đáo" (星廚駕到) mùa 2
- Khách mời "Chạy nhanh nào anh em/Running Man China" (奔跑吧兄弟) mùa 3 - Tập 6+7 (Phát sóng 4/12 & 11/12)
- Khách mời "Toàn viên gia tốc/Run for time" (全員加速中) - Tập 6+8 (11/12 & 25/12)

2016
- Khách mời "Chạy nhanh nào anh em/Running Man China" (奔跑吧兄弟) mùa 4 - Tập 2 (Phát sóng 29/4)
- Khách mời "Át chủ bài đối đầu" (王牌对王牌) - Tập phát sóng 11/3 + 1/4
- Khách mời "Super Idol" (星动亚洲) - Tập phát sóng ngày 1/4
- Thành viên cố định "Toàn viên gia tốc/Run for time" (全員加速中) mùa 2
- Thành viên cố định "Đến đây nào quán quân/Beat the Champions" (来吧冠军) - Vai trò đội trưởng Đội khiêu chiến
- Thành viên cố định "Tôi đi học đây" (我去上学啦) mùa 2
- Giám khảo cố định "Ca sĩ giấu mặt/King of Masked Singer China" (蒙面唱将猜猜猜) mùa 2

2017
- Giám khảo cố định "Ca sĩ giấu mặt/King of Masked Singer China" (蒙面唱将猜猜猜) mùa 3

2019
- Cố vấn cố định về giọng hát cho thí sinh Idol Producer (mùa 3)

#### Dự án sách riêng có tham gia
- Tiểu thuyết phim Hoa dạng thiếu niên thiếu nữ
- Sách ảnh phim Hoa dạng thiếu niên thiếu nữ
- Sách ảnh hậu trường phim Chỉ muốn dựa vào em
- Tiểu thuyết phim Chỉ muốn dựa vào em
- Sách ảnh phim Trò chơi nói dối

#### Chương trình truyền hình
| Năm  | Tên              | Số tập | Kênh  | Vai trò                    |  |  |  |
| 2018 | Sáng tạo 101     | 10     |       | Huấn luyện viên thanh nhạc |  |  |  |
| 2020 | Youth with you 2 | 23     | IQiyi | Huấn luyện viên thanh nhạc |  |  |  |
| ---- | ---------------- | ------ | ----- | -------------------------- |  |  |  |
|      |                  |        |       |                            |  |  |  |
|      |                  |        |       |                            |  |  |  |
|      |                  |        |       |                            |  |  |  |
|      |                  |        |       |                            |  |  |  |
|      |                  |        |       |                            |  |  |  |
|      |                  |        |       |                            |  |  |  |

## Giải thưởng

### Giải thưởng chung
2004
2007
- Đề cử cho phim cho lứa tuổi thanh thiếu niên hay nhất cho Hoa dạng thiếu niên thiếu nữ (Seoul Drama Awards lần thứ 2) [6]
- Đề cử phim truyền hình được tiêu thụ nhiều nhất (Golden Bell Awards lần thứ 42) [7]

2010
Golden Bell Awards
2014
- ENAwards lần thứ 2
  - "Chương trình online hay nhất Trung Quốc" cho "Bạn bình thường không?"
- Golden Bell Awards lần thứ 49
  - Đề cử "Chương trình truyền hình hay nhất" cho "Cuộc hẹn của hoàng tử"

2016
- Giải vàng cho kịch bản phim hài xuất sắc nhất của Liên hoan phim Houston (Mỹ)

### Giải thưởng riêng

#### Đề cử
2006
Golden Bell Awards lần thứ 41
2014
Golden Bell Awards lần thứ 49
- Đề cử "Người dẫn chương trình truyền hình hay nhất" (cùng Dữu Trừng Khánh) cho "Cuộc hẹn của hoàng tử"

#### Giải thưởng chính thức
2006
Golden Bell Awards lần thứ 41
- Bầu chọn: Ăn mặc đẹp nhất.[8]

2011
2012
- Hito Music Awards: Bài hát song ca của năm: Em được viết trong bài hát của tôi - Sodagreen ft. Ella Trần Gia Hoa [9]
- Next Magazine Entertainment Awards lần thứ 3: Nằm trong danh sách 'Thập đại minh tinh được yêu thích nhất' [10]

2013
- 14/04/2013: Lễ trao giải MY Astro (第四届 MY ASTRO 至尊流行榜颁奖典礼 4th MY ASTRO Music Awards) diễn ra ở Malaysia với 3 giải thưởng cá nhân [11]:
  - MY Astro 25 Best Golden Melody ̣(Đứng đầu top 25 bài hát vàng) - Đồ mặt dày (厚脸皮)
  - MY Astro Best Movie Theme Song (International) (Nhạc phim hay nhất) - Bad girl (trong phim Bad girls)
  - MY Astro Best Mini Album (EP - mini album tốt nhất) - Tôi chính là... (To Be… 我就是...) Ngoài ra, trong dịp này Gia Hoa cũng được bình chọn: MY Astro Choice of Best Female Singer (Nữ ca sĩ đảm nhiệm vai trò dẫn chương trình và trao giải tốt nhất trong đêm trao giải MY ASTRO)
- 25/4/2013: Tại lễ trao giải TOP bảng xếp hạng Trung Quốc (蒙牛酸酸乳MusicRadio) diễn ra ở Bắc Kinh, cô nhận giải Người mới phổ biến nhất khu vực Đài Loan - Hồng Kông.[12] (tiếng Trung)
- Singapore Entertainment: MV Hoa ngữ nổi tiếng/Most Popular Music Video (C-pop): Cô gái hư (坏女孩) [13]

2015
- China Music Awards lần thứ 19: Nữ ca sĩ được yêu thích nhất khu vực Hong Kong - Đài Loan.[14]

2016
- Liên hoan phim châu Á Osaka (Osaka Asian Film Festival): Diễn viên xuất sắc nhất cho vai diễn Sa Sa trong "Mảnh ghép còn thiếu".[15]
- Global Chinese Golden Chart 2016: Top 20 ca khúc của năm cho "Tin yêu thành nghiện" - Ella Trần Gia Hoa
- Lễ trao giải Music Radio tại Bắc Kinh 7/5/2016 với 3 giải thưởng: 1. Nữ ca sĩ được yêu thích nhất khu vực Hồng Kông - Đài Loan 2. Nghệ sĩ lấn sân xuất sắc nhất khu vực Hồng Kông - Đài Loan 3. Top 30 ca khúc vàng cho "Tin yêu thành nghiện" [16]
- Lễ trao giải Hito 2016 diễn ra 05/06/2016 1. "Thể hiện xuất sắc nhất trên sân khấu" (最佳舞台演繹獎/The best stage performance award) 2. Top 10 ca khúc của năm cho "Bạn bình thường không" [17]
- MTV Asia Golden Melody Awards 2016/MTV Asia Music Gala 2016: Nữ ca sĩ được yêu thích nhất khu vực Hongkong - Đài Loan

#### Bình chọn trên báo/internet
2007
- 4/1/2007: Vai diễn được yêu thích thứ 8 của năm 2007: Lư Thuỵ Hy (Hoa dạng thiếu niên thiếu nữ) (8903 phiếu) [18]
- 7/2007: Nghệ sĩ mặc bikini đẹp nhất do tạp chí UDN tổ chức [19][20]
- 29/7 - 23/8 (website Sohu): Dẫn đầu danh sách "10 người phụ nữ đẹp nhất Trung Quốc" (5 844 phiếu) [21]
- 4/9 - 30/9/2007: Được nhiều người muốn cưới nhất (44324 phiếu) [22]
- 11/2007: Nàng Lyra của Trung Quốc/Hợp vai nữ chính trong The Golden Compass - Có tố chất làm nữ chính trong phim giả tưởng nhất (22 528 phiếu) [23]
- 23/11/2007: Quán quân Thập Đại Idol [24]
- 26/12: Nghệ sĩ nữ nổi tiếng nhất năm 2007

2008
- 02/03/2008: Nữ hoàng làm lành vết thương của Đài Loan (17 562 phiếu) [25]
- 5/2008: Đứng đầu cuộc thăm dò trực tuyến top 10 sao nữ được mày râu Trung Quốc khao khát [26]
- 21/05/2008: Đứng đầu danh sách "Ngôi sao nữ nào bạn muốn cưới làm vợ nhất" do nam giới Trung Quốc bầu chọn [7] (34.932 phiếu)